# Apophua semicarinata
Apophua semicarinata là một loài tò vò trong họ Ichneumonidae.